# Mimudea stachydalis
Mimudea stachydalis là một loài bướm đêm trong họ Crambidae.